# Metaphidippus annectans
Metaphidippus annectans är en spindelart som först beskrevs av Chamberlin, Gertsch 1929.  Metaphidippus annectans ingår i släktet Metaphidippus och familjen hoppspindlar. Inga underarter finns listade i Catalogue of Life.